# Tlenek tytanu(II)
Tlenek tytanu(II), TiO – nieorganiczny związek chemiczny z grupy tlenków, w którym tytan występuje na II stopniu utlenienia. Należy do związków niestechiometrycznych – jego skład zmienia się od TiO0,7 do TiO1,3. Przyczyną tego są defekty sieci krystalicznej związane z brakiem któregoś z atomów w węzłach sieci. W czystym tlenku tytanu(II) 15% węzłów nie zawiera atomu.

## Znaczenie w astrofizyce
Występowanie linii spektralnych tlenków metali w widmie gwiazdy jest charakterystyczne dla chłodnych, czerwonych gwiazd. Linie spektralne tlenku tytanu(II) są cechą charakterystyczną, wyróżniającą gwiazdy typu widmowego M; linie te są najintensywniejsze dla typu M7-8 i zanikają niemal całkowicie dla gwiazd typu L2. Przewiduje się, że temperaturach niższych niż 2000–2300 K związek ten reaguje, tworząc ziarna perowskitu (CaTiO3) i jest to przyczyną zaniku jego linii.